# Ghislain Konan
Ghislain N'Clomande Konan (Abidjan, 27 dicembre 1995) è un calciatore ivoriano, difensore del Gil Vicente e della nazionale ivoriana, con la quale ha vinto la Coppa d'Africa nel 2024.

## Caratteristiche tecniche
Terzino sinistro dotato di buona velocità e resistenza fisica, può ricoprire anche il ruolo di difensore centrale o esterno di centrocampo.

## Carriera

### Club
Cresciuto nel settore giovanile dell'ASEC Mimosas in Costa d'Avorio, esordisce in prima squadra nel 2013, anno in cui vince la sua prima Coupe de Côte d'Ivoire. L'anno successivo si ripete, conquistando anche l'edizione 2014 del torneo.
Nel 2016 si trasferisce al Vitória Guimarães, club con il quale esordisce il 10 dicembre 2016 nel match vinto 2-1 contro il Boavista.
Nel luglio del 2018 si trasferisce allo Stade Reims, in Francia. La prima rete con i francesi arriva contro il Nantes, nella sfida valevole per il campionato francese, terminata 1-2 per lo Stade Reims. Dopo quattro stagioni lascia il club alla scadenza del contratto.
Nel luglio del 2022 si trasferisce ai sauditi dell'Al-Nassr.

### Nazionale
Nel 2017 ha ricevuto la prima convocazione nella nazionale ivoriana; è stato convocato per la Coppa delle nazioni africane 2021 e per la Coppa delle nazioni africane 2023.

## Statistiche

### Presenze e reti nei club
Statistiche aggiornate al 14 agosto 2023.
| Stagione                   | Squadra                    | Campionato                 | Campionato | Campionato | Coppe nazionali | Coppe nazionali | Coppe nazionali | Coppe continentali | Coppe continentali | Coppe continentali | Altre coppe | Altre coppe | Altre coppe | Totale | Totale |
| Stagione                   | Squadra                    | Comp                       | Pres       | Reti       | Comp            | Pres            | Reti            | Comp               | Pres               | Reti               | Comp        | Pres        | Reti        | Pres   | Reti   |
| -------------------------- | -------------------------- | -------------------------- | ---------- | ---------- | --------------- | --------------- | --------------- | ------------------ | ------------------ | ------------------ | ----------- | ----------- | ----------- | ------ | ------ |
| 2015-2016                  | Vitória Guimarães B        | SL                         | 6          | 0          | -               | -               | -               | -                  | -                  | -                  | -           | -           | -           | 6      | 0      |
| 2016-2017                  | Vitória Guimarães B        | PL                         | 14         | 0          | -               | -               | -               | -                  | -                  | -                  | -           | -           | -           | 14     | 0      |
| Totale Vitória Guimarães B | Totale Vitória Guimarães B | Totale Vitória Guimarães B | 20         | 0          |                 | -               | -               |                    | -                  | -                  |             | -           | -           | 20     | 0      |
| 2016-2017                  | Vitória Guimarães          | PL                         | 20         | 0          | CP+CdL          | 4+1             | 0               |                    | -                  | -                  |             | -           | -           | 25     | 0      |
| 2017-2018                  | Vitória Guimarães          | PL                         | 25         | 0          | CP+CdL          | 2+0             | 0               | UEL                | 5                  | 0                  | -           | -           | -           | 32     | 0      |
| Totale Vitória Guimarães   | Totale Vitória Guimarães   | Totale Vitória Guimarães   | 45         | 0          |                 | 7               | 0               |                    | 5                  | 0                  |             | -           | -           | 57     | 0      |
| 2018-2019                  | Stade Reims                | L1                         | 20         | 0          | CF+CdL          | 1+0             | 0               | -                  | -                  | -                  | -           | -           | -           | 21     | 0      |
| 2019-2020                  | Stade Reims                | L1                         | 16         | 0          | CF+CdL          | 0+1             | 0               | -                  | -                  | -                  | -           | -           | -           | 17     | 0      |
| 2020-2021                  | Stade Reims                | L1                         | 31         | 2          | CF              | 0               | 0               | UEL                | 2                  | 0                  | -           | -           | -           | 33     | 2      |
| 2021-2022                  | Stade Reims                | L1                         | 28         | 1          | CF              | 0               | 0               | -                  | -                  | -                  | -           | -           | -           | 28     | 1      |
| Totale Stade Reims         | Totale Stade Reims         | Totale Stade Reims         | 95         | 3          |                 | 2               | 0               |                    | 2                  | 0                  |             | -           | -           | 99     | 3      |
| 2022-2023                  | Al-Nassr                   | SPL                        | 27         | 0          | CA              | 3               | 0               | -                  | -                  | -                  | SS          | 1           | 0           | 31     | 0      |
| ago.-set. 2023             | Al-Nassr                   | SPL                        | 5          | 0          | CA              | 0               | 0               | ACL                | 1                  | 0                  | KSC         | 6           | 0           | 12     | 0      |
| Totale Al-Nassr            | Totale Al-Nassr            | Totale Al-Nassr            | 32         | 0          |                 | 3               | 0               |                    | 1                  | 0                  |             | 7           | 0           | 43     | 0      |
| 2023-2024                  | Al-Fayha                   | SPL                        | 3          | 0          | CA              | 0               | 0               | ACL                | 2                  | 0                  | -           | -           | -           | 5      | 0      |
| Totale carriera            | Totale carriera            | Totale carriera            | 195        | 3          |                 | 12              | 0               |                    | 10                 | 0                  |             | 7           | 0           | 224    | 3      |

### Cronologia presenze e reti in nazionale
| Cronologia completa delle presenze e delle reti in nazionale ― Costa d'Avorio | Cronologia completa delle presenze e delle reti in nazionale ― Costa d'Avorio | Cronologia completa delle presenze e delle reti in nazionale ― Costa d'Avorio | Cronologia completa delle presenze e delle reti in nazionale ― Costa d'Avorio | Cronologia completa delle presenze e delle reti in nazionale ― Costa d'Avorio | Cronologia completa delle presenze e delle reti in nazionale ― Costa d'Avorio | Cronologia completa delle presenze e delle reti in nazionale ― Costa d'Avorio | Cronologia completa delle presenze e delle reti in nazionale ― Costa d'Avorio |
| Data                                                                          | Città                                                                         | In casa                                                                       | Risultato                                                                     | Ospiti                                                                        | Competizione                                                                  | Reti                                                                          | Note                                                                          |
| ----------------------------------------------------------------------------- | ----------------------------------------------------------------------------- | ----------------------------------------------------------------------------- | ----------------------------------------------------------------------------- | ----------------------------------------------------------------------------- | ----------------------------------------------------------------------------- | ----------------------------------------------------------------------------- | ----------------------------------------------------------------------------- |
| 4-6-2017                                                                      | Rotterdam                                                                     | Paesi Bassi                                                                   | 5 – 0                                                                         | Costa d'Avorio                                                                | Amichevole                                                                    | -                                                                             | 71’                                                                           |
| 6-10-2017                                                                     | Bamako                                                                        | Mali                                                                          | 0 – 0                                                                         | Costa d'Avorio                                                                | Qual. Mondiali 2018                                                           | -                                                                             | 54’                                                                           |
| 11-11-2017                                                                    | Abidjan                                                                       | Costa d'Avorio                                                                | 0 – 2                                                                         | Marocco                                                                       | Qual. Mondiali 2018                                                           | -                                                                             | 46’                                                                           |
| 24-3-2018                                                                     | Beauvais                                                                      | Togo                                                                          | 2 – 2                                                                         | Costa d'Avorio                                                                | Amichevole                                                                    | -                                                                             |                                                                               |
| 9-9-2018                                                                      | Kigali                                                                        | Ruanda                                                                        | 1 – 2                                                                         | Costa d'Avorio                                                                | Qual. Coppa d'Africa 2019                                                     | -                                                                             |                                                                               |
| 12-10-2018                                                                    | Bouaké                                                                        | Costa d'Avorio                                                                | 4 – 0                                                                         | Rep. Centrafricana                                                            | Qual. Coppa d'Africa 2019                                                     | -                                                                             |                                                                               |
| 16-10-2018                                                                    | Bangui                                                                        | Rep. Centrafricana                                                            | 0 – 0                                                                         | Costa d'Avorio                                                                | Qual. Coppa d'Africa 2019                                                     | -                                                                             |                                                                               |
| 18-11-2018                                                                    | Conakry                                                                       | Guinea                                                                        | 1 – 1                                                                         | Costa d'Avorio                                                                | Qual. Coppa d'Africa 2019                                                     | -                                                                             |                                                                               |
| 6-9-2019                                                                      | Caen                                                                          | Costa d'Avorio                                                                | 1 – 2                                                                         | Benin                                                                         | Amichevole                                                                    | -                                                                             | 83’                                                                           |
| 10-9-2019                                                                     | Rouen                                                                         | Tunisia                                                                       | 1 – 2                                                                         | Costa d'Avorio                                                                | Amichevole                                                                    | -                                                                             |                                                                               |
| 13-10-2019                                                                    | Amiens                                                                        | Costa d'Avorio                                                                | 3 – 1                                                                         | RD del Congo                                                                  | Amichevole                                                                    | -                                                                             |                                                                               |
| 3-9-2021                                                                      | Maputo                                                                        | Mozambico                                                                     | 0 – 0                                                                         | Costa d'Avorio                                                                | Qual. Mondiali 2022                                                           | -                                                                             |                                                                               |
| 11-10-2021                                                                    | Cotonou                                                                       | Costa d'Avorio                                                                | 2 – 1                                                                         | Malawi                                                                        | Qual. Mondiali 2022                                                           | -                                                                             |                                                                               |
| 12-1-2022                                                                     | Douala                                                                        | Guinea Equatoriale                                                            | 0 – 1                                                                         | Costa d'Avorio                                                                | Coppa d'Africa 2021 - 1º turno                                                | -                                                                             |                                                                               |
| 16-1-2022                                                                     | Douala                                                                        | Costa d'Avorio                                                                | 2 – 2                                                                         | Sierra Leone                                                                  | Coppa d'Africa 2021 - 1º turno                                                | -                                                                             |                                                                               |
| 20-1-2022                                                                     | Douala                                                                        | Costa d'Avorio                                                                | 3 – 1                                                                         | Algeria                                                                       | Coppa d'Africa 2021 - 1º turno                                                | -                                                                             |                                                                               |
| 26-1-2022                                                                     | Douala                                                                        | Costa d'Avorio                                                                | 0 – 0 dts (4 – 5 dtr)                                                         | Egitto                                                                        | Coppa d'Africa 2021 - Ottavi di finale                                        | -                                                                             |                                                                               |
| 25-3-2022                                                                     | Marsiglia                                                                     | Francia                                                                       | 2 – 1                                                                         | Costa d'Avorio                                                                | Amichevole                                                                    | -                                                                             |                                                                               |
| 29-3-2022                                                                     | Londra                                                                        | Inghilterra                                                                   | 3 – 0                                                                         | Costa d'Avorio                                                                | Amichevole                                                                    | -                                                                             | 64’                                                                           |
| 3-6-2022                                                                      | Yamoussoukro                                                                  | Costa d'Avorio                                                                | 3 – 1                                                                         | Zambia                                                                        | Qual. Coppa d'Africa 2023                                                     | -                                                                             |                                                                               |
| 9-6-2022                                                                      | Johannesburg                                                                  | Lesotho                                                                       | 0 – 0                                                                         | Costa d'Avorio                                                                | Qual. Coppa d'Africa 2023                                                     | -                                                                             | 75’                                                                           |
| 24-9-2022                                                                     | Le Petit-Quevilly                                                             | Costa d'Avorio                                                                | 2 – 1                                                                         | Togo                                                                          | Amichevole                                                                    | -                                                                             |                                                                               |
| 27-9-2022                                                                     | Amiens                                                                        | Costa d'Avorio                                                                | 3 – 1                                                                         | Guinea                                                                        | Amichevole                                                                    | -                                                                             | 74’                                                                           |
| 16-11-2022                                                                    | Marrakech                                                                     | Costa d'Avorio                                                                | 4 – 0                                                                         | Burundi                                                                       | Amichevole                                                                    | -                                                                             | 68’                                                                           |
| 19-11-2022                                                                    | Marrakech                                                                     | Costa d'Avorio                                                                | 1 – 2                                                                         | Burkina Faso                                                                  | Amichevole                                                                    | -                                                                             | 78’                                                                           |
| 24-3-2023                                                                     | Bouaké                                                                        | Costa d'Avorio                                                                | 3 – 1                                                                         | Comore                                                                        | Qual. Coppa d'Africa 2023                                                     | -                                                                             |                                                                               |
| 28-3-2023                                                                     | Moroni                                                                        | Comore                                                                        | 0 – 2                                                                         | Costa d'Avorio                                                                | Qual. Coppa d'Africa 2023                                                     | -                                                                             |                                                                               |
| 17-6-2023                                                                     | Ndola                                                                         | Zambia                                                                        | 3 – 0                                                                         | Costa d'Avorio                                                                | Qual. Coppa d'Africa 2023                                                     | -                                                                             |                                                                               |
| 12-9-2023                                                                     | Abidjan                                                                       | Costa d'Avorio                                                                | 0 – 0                                                                         | Mali                                                                          | Amichevole                                                                    | -                                                                             |                                                                               |
| 14-10-2023                                                                    | Abidjan                                                                       | Costa d'Avorio                                                                | 1 – 1                                                                         | Marocco                                                                       | Amichevole                                                                    | -                                                                             | 15’ 78’                                                                       |
| 17-10-2023                                                                    | Abidjan                                                                       | Costa d'Avorio                                                                | 1 – 1                                                                         | Sudafrica                                                                     | Amichevole                                                                    | -                                                                             | 90’                                                                           |
| 6-1-2024                                                                      | San-Pédro                                                                     | Costa d'Avorio                                                                | 5 – 1                                                                         | Sierra Leone                                                                  | Amichevole                                                                    | -                                                                             | 62’                                                                           |
| 13-1-2024                                                                     | Abidjan                                                                       | Costa d'Avorio                                                                | 2 – 0                                                                         | Guinea-Bissau                                                                 | Coppa d'Africa 2023 - 1º turno                                                | -                                                                             |                                                                               |
| 18-1-2024                                                                     | Abidjan                                                                       | Costa d'Avorio                                                                | 0 – 1                                                                         | Nigeria                                                                       | Coppa d'Africa 2023 - 1º turno                                                | -                                                                             | 80’                                                                           |
| 22-1-2024                                                                     | Abidjan                                                                       | Guinea Equatoriale                                                            | 4 – 0                                                                         | Costa d'Avorio                                                                | Coppa d'Africa 2023 - 1º turno                                                | -                                                                             | 64’                                                                           |
| 29-1-2024                                                                     | Yamoussoukro                                                                  | Senegal                                                                       | 1 – 1 dts (4 - 5 dtr)                                                         | Costa d'Avorio                                                                | Coppa d'Africa 2023 - Ottavi di finale                                        | -                                                                             |                                                                               |
| 3-2-2024                                                                      | Bouaké                                                                        | Mali                                                                          | 1 – 2 dts                                                                     | Costa d'Avorio                                                                | Coppa d'Africa 2023 - Quarti di finale                                        | -                                                                             |                                                                               |
| 7-2-2024                                                                      | Abidjan                                                                       | Costa d'Avorio                                                                | 1 – 0                                                                         | RD del Congo                                                                  | Coppa d'Africa 2023 - Semifinale                                              | -                                                                             |                                                                               |
| 12-2-2024                                                                     | Abidjan                                                                       | Costa d'Avorio                                                                | 2 – 1                                                                         | Nigeria                                                                       | Coppa d'Africa 2023 - Finale                                                  | -                                                                             |                                                                               |
| 26-3-2024                                                                     | Lens                                                                          | Costa d'Avorio                                                                | 2 – 1                                                                         | Uruguay                                                                       | Amichevole                                                                    | -                                                                             |                                                                               |
| 7-6-2024                                                                      | Korhogo                                                                       | Costa d'Avorio                                                                | 1 – 0                                                                         | Gabon                                                                         | Qual. Mondiali 2026                                                           | -                                                                             | 86’                                                                           |
| 10-6-2025                                                                     | Toronto                                                                       | Canada                                                                        | 0 – 0 (4 – 5 dtr)                                                             | Costa d'Avorio                                                                | Amichevole                                                                    | -                                                                             |                                                                               |
| Totale                                                                        |                                                                               | Presenze                                                                      | 42                                                                            |                                                                               | Reti                                                                          | 0                                                                             |                                                                               |

## Palmarès

### Club
- Coppa dei Campioni araba per club: 1

Al-Nassr: 2023

### Nazionale
- Coppa d'Africa: 1

Costa d'Avorio 2023